# Oighea
Oighea – heksagraf używany w języku irlandzkim między dwiema głoskami twardymi.
Oznacza dźwięk [əi̯].

## Przykład
- broigheall (kormoran)